# Fritzi Burger
Friederike "Fritzi" Burger (Wenen, 6 juni 1910 - Wenen, 16 februari 1999) was een Oostenrijkse kunstschaatsster van Joodse afkomst.
Fritzi Burger behaalde tien medailles bij de drie grote internationale kampioenschappen, de Olympische Spelen (in 1928 en 1932), het WK Kunstschaatsen en het EK Kunstschaatsen. In 1930 bij de eerste editie van het EK Kunstschaatsen voor de vrouwen werd ze Europees kampioene, in afwezigheid van de alom heersende Sonja Henie, en de overige negen medailles (zes keer zilver en drie keer brons) behaalde ze terwijl Sonja Henie deze kampioenschappen winnend afsloot.

## Belangrijke resultaten
| Kampioenschap          | 1928   | 1929   | 1930 | 1931   | 1932   | 1933  |
| ---------------------- | ------ | ------ | ---- | ------ | ------ | ----- |
| OS vrouwen             | Zilver |        |      |        | Zilver |       |
| WK vrouwen             | Brons  | Zilver |      | Brons  | Zilver |       |
| Europees Kampioenschap |        |        | Goud | Zilver | Zilver | Brons |